# Шарово (Новгородская область)
Шарово — деревня в Окуловском муниципальном районе Новгородской области, относится к Боровёнковскому сельскому поселению.
Деревня расположена на Валдайской возвышенности на берегу Язовки, в 28 км к северо-западу от Окуловки (50 км по автомобильной дороге), до административного центра сельского поселения — посёлка Боровёнка 18 км (32 км по автомобильной дороге).
Неподалёку, в 1,5 км от Шарова расположены деревни: Пепелово на севере, Сельцо-Никольское на востоке и Девущино на юге. Ранее в промежутке между Пепелово и Шарово существовала деревня Комшино.
| 2010 |
| ---- |
| 0    |

## История
До 2005 года деревня входила в число населённых пунктов подчинённых администрации Каёвского сельсовета.
Окуловский район до 1943 года входил в состав Ленинградской области

## Транспорт
Ближайшая железнодорожная станция расположена в Боровёнке. В 1,5 км от деревни (в Пепелово) проходит автомобильная дорога Боровёнка — Висленев Остров — Любытино.